# Klostertal

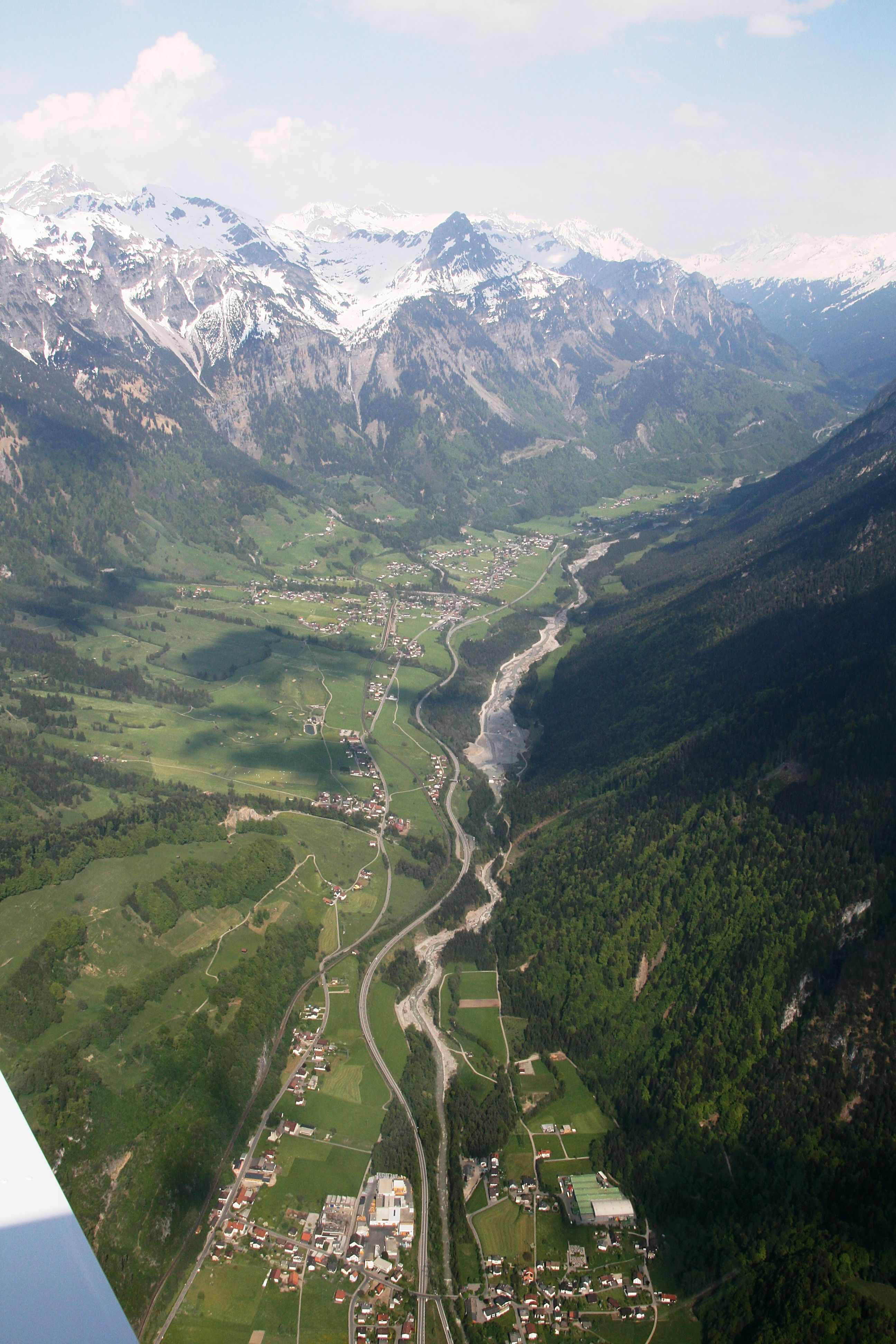
Vistazo en Klostertal.

El Klostertal (alemán: Valle de Monasterio), es un valle a lo largo del río Alfenz en el estado de Vorarlberg, Austria, que se extiende desde el Arlberg hasta Bludenz. Es muy importante como conexión de transporte entre Vorarlberg y el resto de Austria. Se puede acceder por la autopista S16, la carretera estatal L 97 y la línea ÖBB-Westbahn.

## Naturaleza
Este valle, con sus montañas escabrosas, lagos de agua cristalina y cascadas atronadoras, se caracteriza por la intensa naturaleza. Se extiende desde la ciudad alpina de Bludenz en el oeste hasta el Arlberg en el este como frontera con Tirol. En verano se puede hacer senderismo o ciclismo por los prados alpinos en flor, los bosques de montaña y las altas cumbres rocosas. En invierno existen las pistas de nieve naturales de Sonnenkopf, donde se practica el esquí, el senderismo en invierno o las raquetas de nieve.

### Espacio protegido europeo "Klostertaler Bergwälder" (Bosques de montaña de Klostertal)
Los bosques de montaña del Klostertal se extienden sobre el lado soleado del Klostertal como una banda estrecha. La particularidad de estos bosques reside en su ubicación cálida y aislada, que siempre ha sido de gran importancia para un gran número de especies altamente especializadas. Además de los bosques ricos en estructura y con una elevada proporción de madera muerta, los prados floridos y ásperos también contribuyen a la considerable diversidad de los bosques de montaña del Klostertal.
Es gracias a los agricultores del Klostertal que estas praderas y pastizales de uso extensivo, incluso en los lugares más empinados, se han conservado hasta el día de hoy. Gracias a esta abundancia de hábitats diferentes, casi la mitad de todas las especies de aves y muchas otras especies de animales y plantas silvestres -algunos en peligro de extinción- se pueden encontrar aquí.
Entre sus habitantes destacan los pájaros carpinteros, como el pájaro carpintero gris y el pájaro carpintero negro, pero también algunas especies de búhos se sienten muy cómodos aquí.

### Espacio protegido europeo "Verwall".
El espacio protegido europeo Verwall, situado en la frontera con el Tirol, es un área importante de la red Natura 2000 de Vorarlberg, debido a su gran superficie y a la tranquilidad. El área protegida de 12.000 hectáreas y poco desarrollada se extiende desde el Klostertal, pasando por el Silbertal, hasta Partenen, en el Montafon, e incluye una multitud de hábitats de montaña diferentes.
Aquí se encuentran los mayores bosques de alerce y pino piñonero de Vorarlberg, así como numerosos pantanos y lagos, caudalosos arroyos de montaña, alisos y rosales alpinos, coloridas esteras alpinas y escarpados hábitats rocosos. Esta mezcla de hábitats naturales y menos intensamente cultivados y retiros sin perturbaciones permite a las especies silvestres sobrevivir aquí a largo plazo.
Las montañas son un hábitat duro en el que sólo especialistas pueden desafiar las condiciones adversas, especialmente en invierno. Esto incluye el sauce herbáceo, el "árbol más pequeño del mundo", que sólo se ve unos pocos centímetros fuera del suelo.

## Turismo

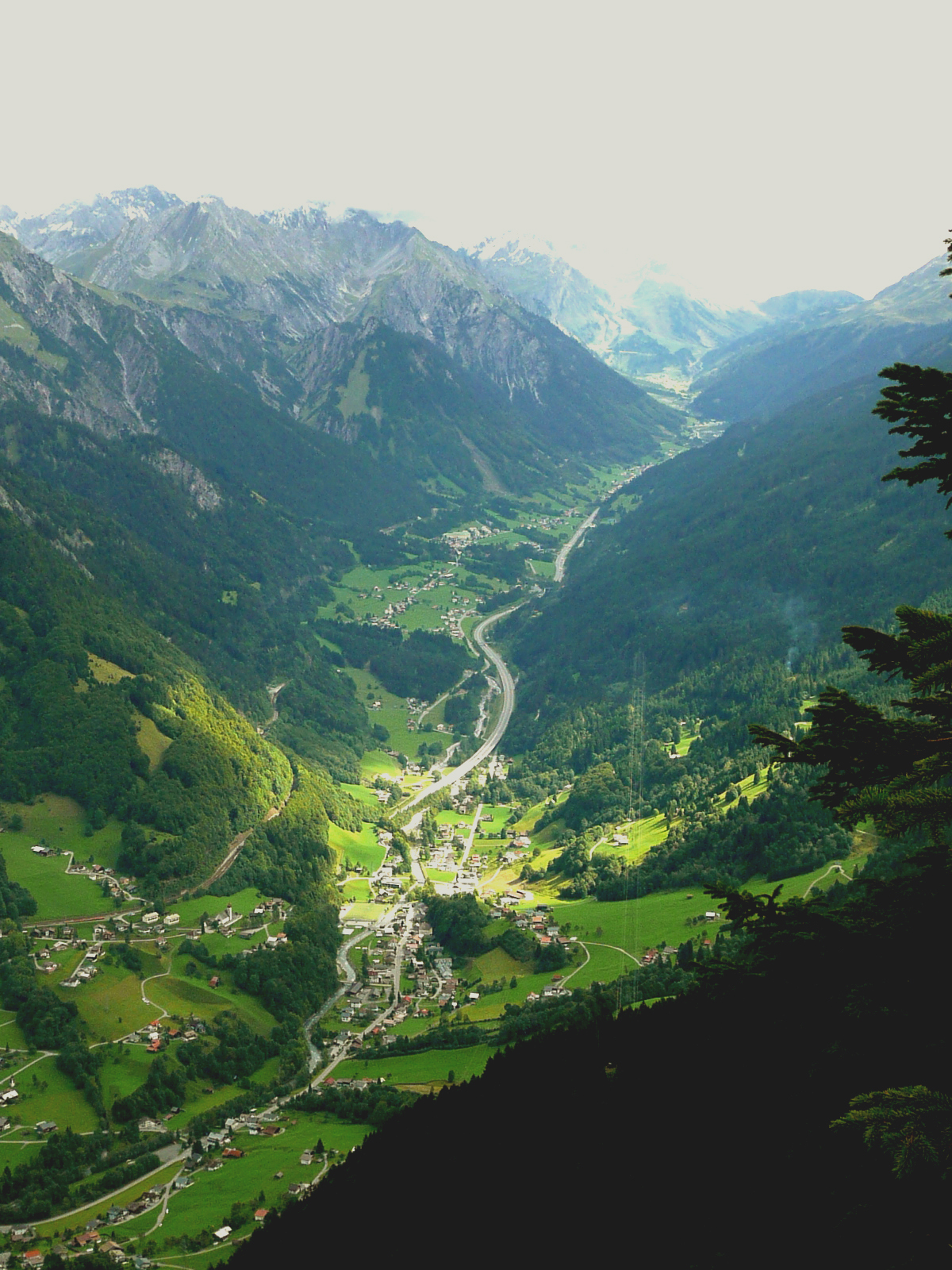
Klostertal y Dalaas bajo el túnel S16 - vista al este hacia Flexenpass.

### Historia
El turismo también estuvo influenciado durante mucho tiempo por la importancia del Klostertal como ruta de transporte. Debido a la longitud y lo arduo de la ruta a través del Klostertal, los viajeros, los porteadores y los carros se veían obligados a pasar la noche en el valle. Por ello, ya en la Edad Media se establecieron albergues y refugios de calor.
Con la expansión del tráfico, también aumentó el número de casas construidas para el amparo, el alojamiento y la alimentación de los viajeros. La duración de la estancia de los viajeros dependía en gran medida del tiempo. La construcción del ferrocarril a finales del siglo XIX cambió la situación de los albergues y muchos quedaron desiertos o al borde de la ruina económica. Sólo cuando se terminó la construcción del ferrocarril llegó a las comunidades de Klostertal una nueva categoría de huéspedes, los turistas, que visitaban los distintos lugares por el paisaje y las instalaciones ferroviarias dignas de ver.
Al mismo tiempo, el mundo de la montaña se abrió al turismo. La entonces Asociación Alpina Alemana y Austriaca (DuÖAV) construyó cabañas para que los excursionistas y montañeros pudieran pasar la noche en las montañas. La mayoría de las cabañas del Club Alpino construidas en esa época siguen siendo gestionadas.
A principios del siglo XX, el esquí dio lugar a una nueva rama del turismo cuya inmensa importancia para el turismo alpino y también para el valle de Klostertal se sigue sintiendo hoy en día. Especialmente Hannes Schneider, procedente de Stuben am Arlberg, fue un exitoso pionero del esquí y fundador de la "Escuela de Arlberg". A través de su "Escuela del Arlberg" o Técnica del Arlberg, fundada en 1922, y de las películas instructivas de Arnold Fanck, propagó la curva del tallo y un estilo de esquí adaptado al terreno alpino. Esto ayudó a que el Arlberg se diera a conocer y a que nacieran las vacaciones de invierno en esta región.

### Deportes de invierno
Los deportes de invierno tienen una gran importancia en el Klostertal. Aquí encontrará el Arlberg, la mayor zona de esquí de Austria, y el Sonnenkopf, una zona de esquí de nieve puramente natural. También hay algunos remontes en Dalaas. Debido a la ubicación y a la altitud, también son posibles todos los demás deportes de invierno, como el esquí de fondo, las excursiones con raquetas de nieve, los paseos en esquí, el trineo o el senderismo de invierno.
La región de deportes de invierno "Ski Arlberg" es, según su propia información, la "mayor zona de esquí conectada de Austria y la quinta del mundo". Las comunidades de St. Anton, St. Christoph, Stuben, Zürs, Lech y Oberlech, así como Schröcken y Warth, están conectadas por 88 remontes y teleféricos. Esto se traduce en 305 kilómetros de pistas de esquí y 200 kilómetros de pistas de nieve profunda. La zona de esquí también cuenta con numerosos parques de diversión, pistas de carreras de eslalon gigante, controles de velocidad y pistas de trineo.
Lan zona de esquí de Sonnenkopf es una zona de esquí familiar. Las excursiones fáciles a través de los páramos y las rutas accesibles para bicicletas están más dirigidas a los niños. En invierno, la zona de esquí prescinde de la nieve artificial y es manejable con 8 remontes y 31 kilómetros de pistas. Los huéspedes típicos de este lugar son también familias que prefieren las pistas fáciles o esquiadores de nieve profunda que se encuentran fuera de pista en terrenos escarpados. 
El remonte Paluda en el Klostertal: Los dos remontes Fuchslochbühel y Paluda representan la tercera zona de esquí del Klostertal. Con una longitud de 800 m y un desnivel de 350 m, una pista familiar azul fácil y algunas pendientes pronunciadas, la zona es la más adecuada para los principiantes.

## Comunidades
- Dalaas
- Klösterle
- Innerbraz
- Wald am Arlberg